# واو (جنوب السودان)
مدينة وأو هي حاضرة ولاية غرب بحر الغزال إحدى ولايات العشرة التي يتكون منها جنوب السودان، وهي من أكبر مدن جنوب السودان. تقع وأو شمال غرب جوبا عاصمة جنوب السودان بها حكومة الولاية ومطار يربطها مع ولايات السودان المختلفة. يمر بها نهر الجور وبها جامعة بحر الغزال. يوجد بها خليط من القبائل غالبيتهم من قبائل الفرتيت وقبيلة اللوه (جورشول) بالإضافة للدينكا.

## التاريخ
تأسست مدينة وأو في منتصف القرن التاسع عشر من قبل الإرسالية الكنسية الكاثوليكية وتم تأسيس أقدم الكنسية في السودان وجعلت عاصمة لإقليم بحر الغزال في 1898 من قبل الاحتلال الإنجليزي المصري و كرسي أسقفية وأو الكاثوليكية.
يمر بمدينة وأو نهر الجور أحد الروافد الفرعية لنهر النيل. يربطها خط سكة حديد يبدأ من وأو ويتجه شمالاً ويمر وأويل، ونهر كير، بحر العرب، الميرم، المجلد، بابنوسة ثم يتفرع إلى فرعين أحدهما يتجه شرقاً إلى الخرطوم والآخر يتجه غرباً إلى نيالا. يربطها ببقية مدن ولايات بحر الغزال الطرق البرية الآتية:
- طريق وأو، أويل
- طريق وأو، تونج، رومبيك، جوبا عاصمة جنوب السودان.
- طريق وأو، واراب.
- طريق وأو قوقريال.
- طريق وأو، بو، تومبرا.
- طريق وأو، راجا.

الحرفة الغالبة للسكان هي الزراعة والتجارة.

## الديانات والمعتقدات
تعدّ المسيحية الديانة الأكثر شيوعا في مدينة وأو حيث يعتنق سكان مدينة وأو المسيحية الكاثوليكية بالإضافة للبروتستانتية والأرثوذكسية ، توجد بها كاتدرائية القديسة مريم التي تعدّ إحدى كبرى الكنائس في أفريقيا.
ثم يأتي الإسلام بعد المسيحية انتشر في مدينة وأو مع دخول الزبير باشا رحمة الحكم التركي. حيث توجد مساجد عديدة في مدينة أشهرها مسجد ربوة التي تقع في موضع عالي يرى من كل أرجاء المدينة.

## المعتقدات الأفريقية
عبادة الأسلاف أو المعتقدات المحلية للمجتمعات منتشرة في مدينة وأو .

## المناخ
مناخها مداري، تهطل الأمطار خلال فصل الأمطار الذي يبدأ من شهر أبريل وينتهي في نوفمبر.

## أعلام
- أليك ويك
- أجو دينغ
- دنغ غاي
- ثون ميكر
- لوول دينغ